# Cameraria hamadryadella
Espèce
Cameraria hamadryadella est une espèce de papillons de la famille des Gracillariidae.

## Répartition
Ce papillon est largement distribué dans les régions tempérées d'Amérique du Nord,.

## Description
L'envergure est de 6,5 à 8,5 mm. Les adultes sont en vol au printemps.
Les larves se nourrissent d'espèces de Gaylussacia et Quercus, notamment Quercus alba, Quercus benderi, Quercus bicolor, Quercus coccinea, Quercus ilicifolia, Quercus lyrata, Quercus macrocarpa, Quercus macrocarpa, Quercus marilandica, Quercus obtusiloba, Quercus prinoides, Quercus prinus, Quercus robur, Quercus rubra, Quercus stellata et Quercus velutina. Elles minent les feuilles de leur plante hôte. La mine est constituée d'une tache supérieure. Elles hivernent dans la litière de feuilles sous forme de larves en diapause dans la mine des feuilles.

## Galerie

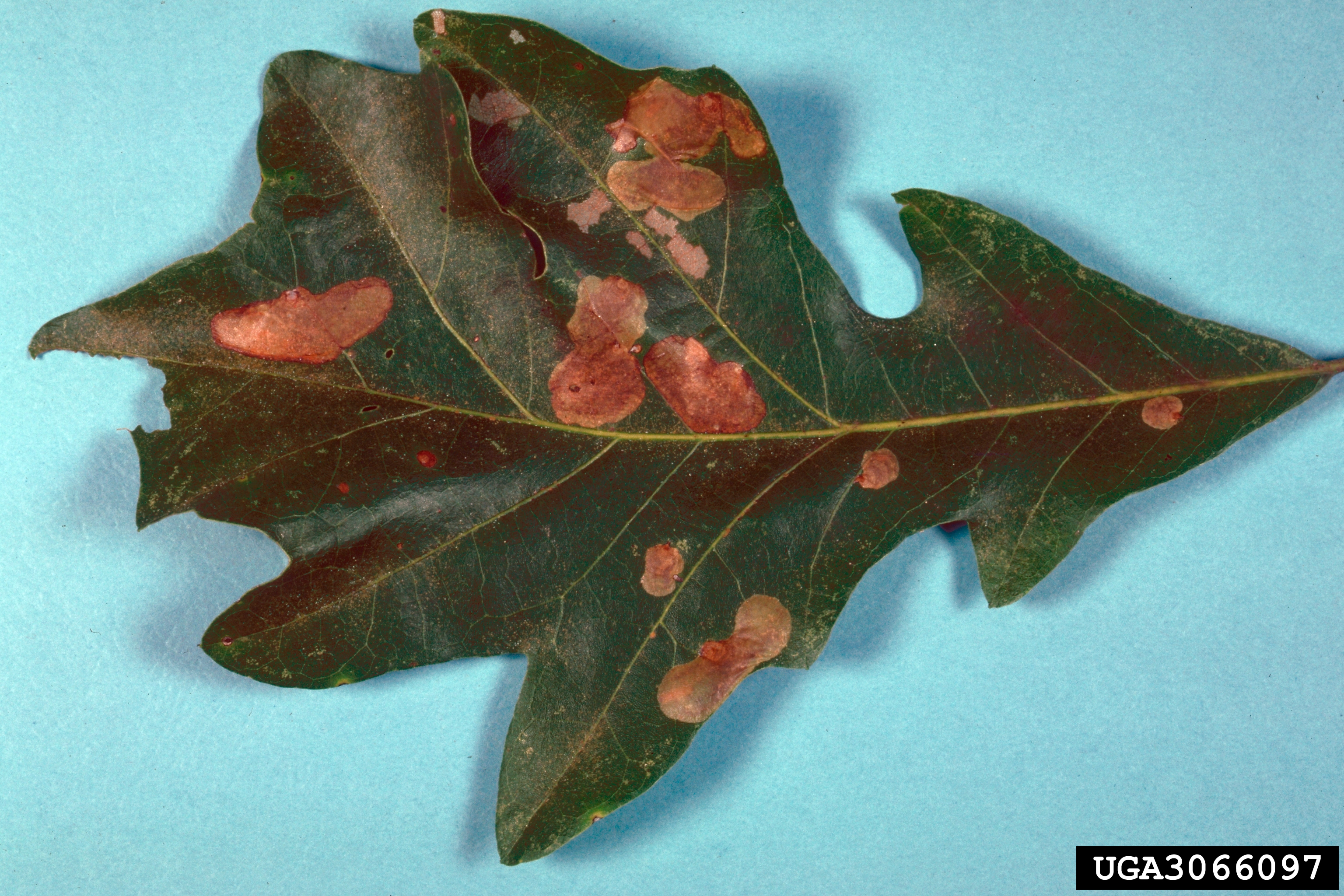
Dommages.
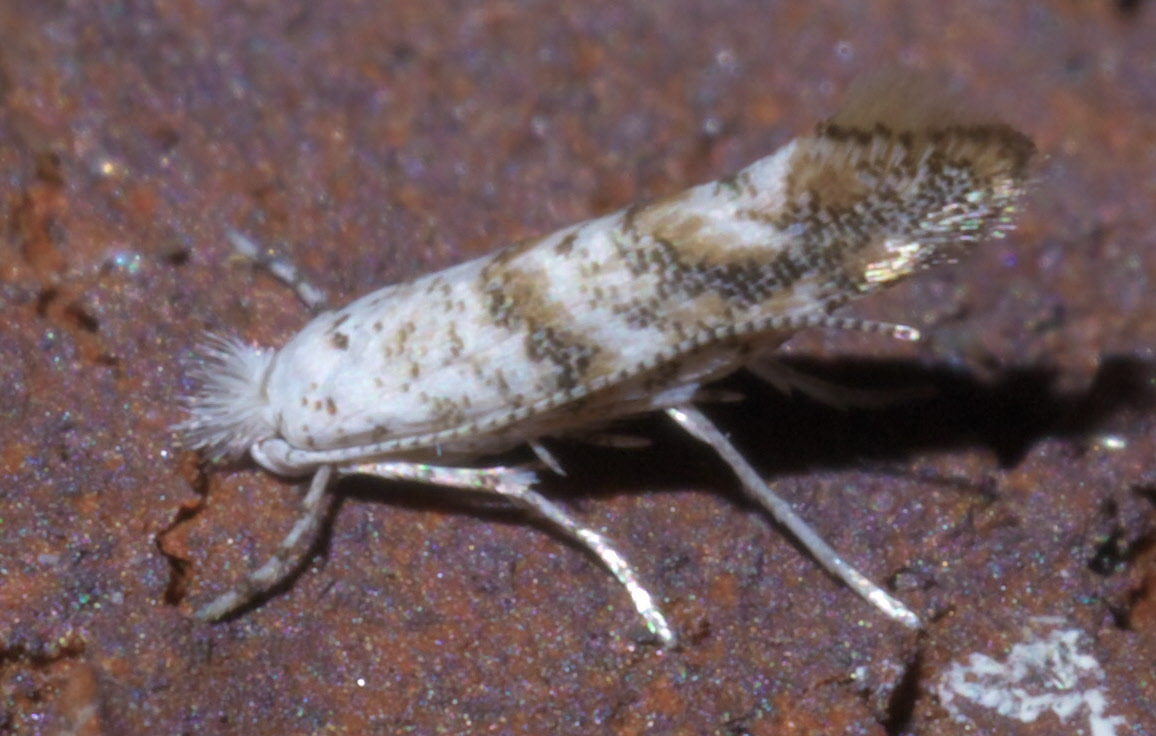
Cameraria hamadryadella.
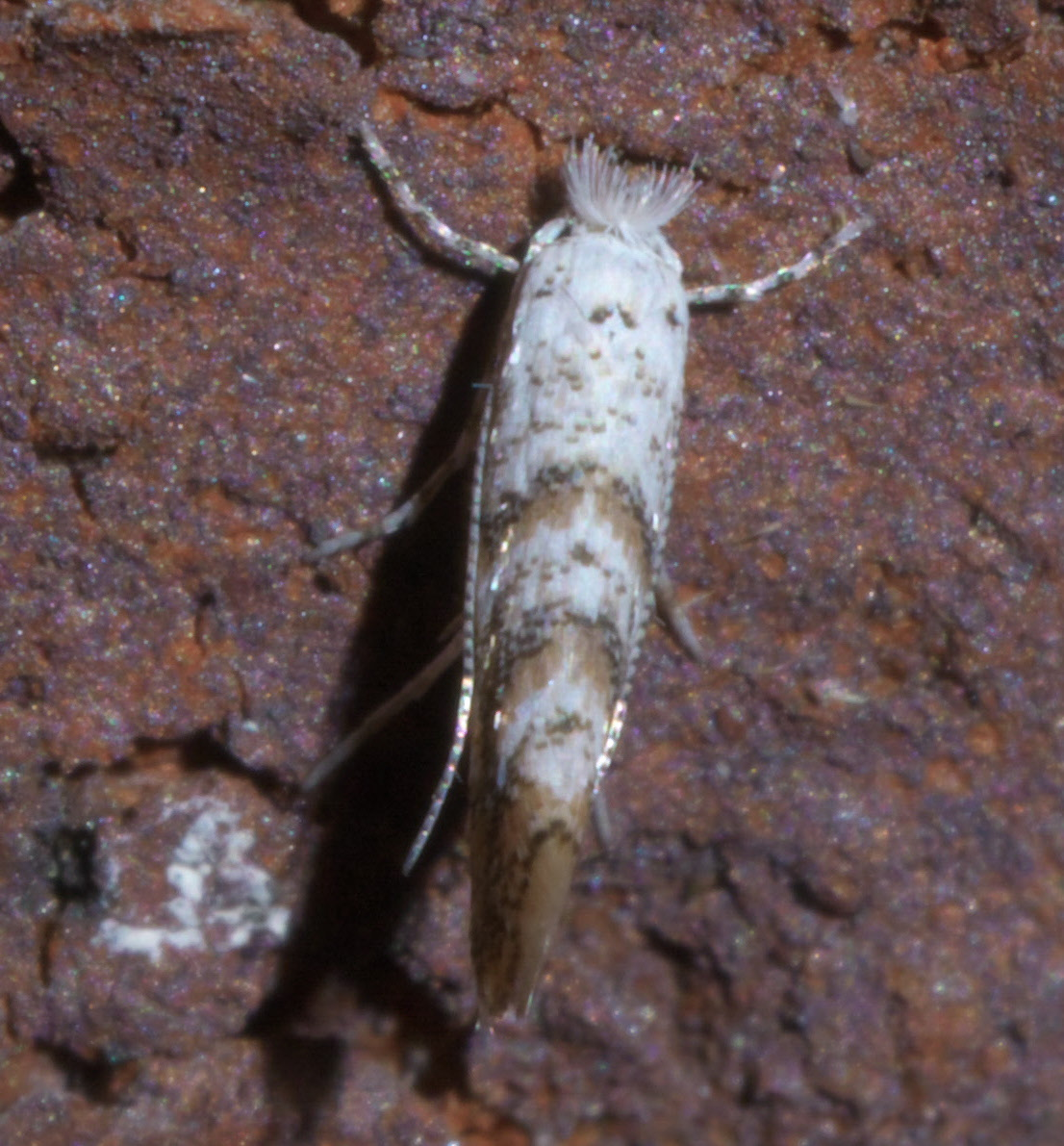
Cameraria hamadryadella, taille : 3.5 mm.

## Classification
Le nom valide complet (avec auteur) de ce taxon est Cameraria hamadryadella (Clemens, 1859).
Cameraria hamadryadella a pour synonyme :
- Cameraria alternatella (Zeller, 1875)